# Johanna Schouten-Elsenhout

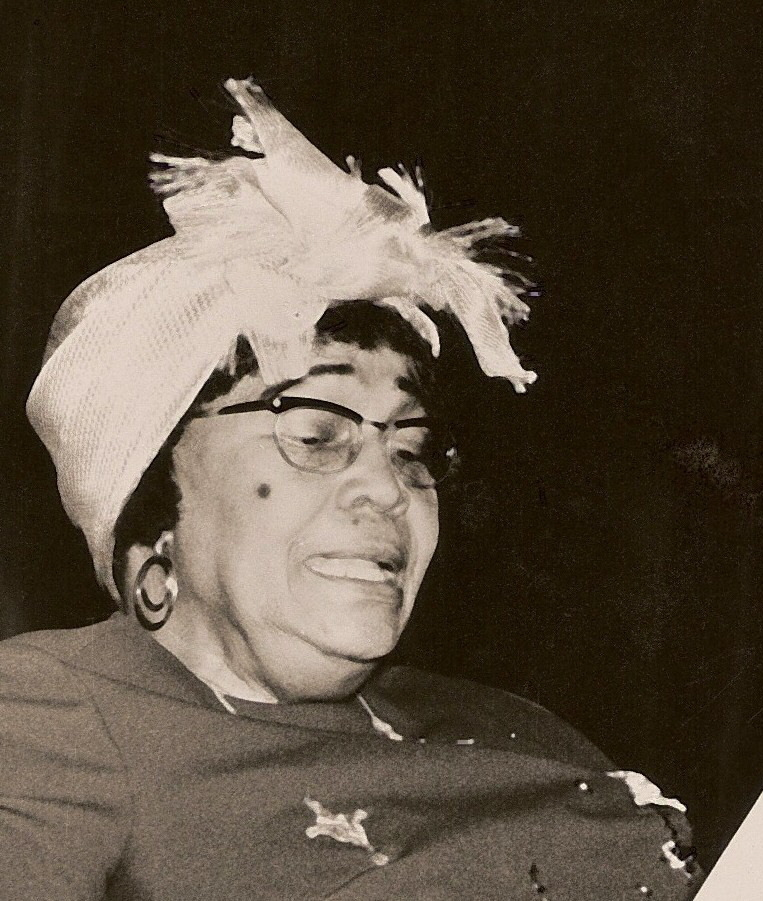
Johanna Schouten-Elsenhout

Johanna Isidoro Eugenia Schouten-Elsenhout (Paramaribo, 11 juli 1910 – aldaar, 23 juli 1992) was een Surinaamse dichteres.

## Biografie
Schouten-Elsenhout debuteerde in 1962 in het tijdschrift Soela en kwam daarna met twee poëziebundels in het Sranan: Tide ete (Vandaag nog, 1964) en Awese (Begeesterd, 1965). Van een aantal gedichten bezorgde Jan Voorhoeve  een Nederlandse vertaling in Surinaamse gedichten (1973), andere gedichten verschenen in vertaling in 1995 in de Spiegel van de Surinaamse poëzie.
Schouten-Elsenhout schrijft in 'diep' Sranan, vol odo's (spreekwoorden), woordwendingen en symboliek uit de creoolse cultuur. Johanna Schouten-Elsenhout bespreekt de angst voor het bestaan en de waardigheid van de mens in diep peilende gedichten die niet doen vermoeden dat een volksvrouw aan het woord is die in poeticis autodidact is. Belangrijk is haar verzameling odo's Sranan pangi (Surinaamse omslagdoek, 1974). De Sticusa-prijs voor 1974 kreeg zij uitgereikt voor haar hele oeuvre. In 1987 werd ze benoemd tot Ridder in de Orde van de Gele Ster. 
In 2018 werd een maand aan haar besteed op de Iconenkalender van NAKS. Het bronzen borstbeeld van haar voor het Cultureel Centrum Suriname werd in mei 2023 gestolen.

## Over Johanna Schouten-Elsenhout
- Michiel van Kempen, Een geschiedenis van de Surinaamse literatuur. Breda: De Geus, 2003, deel II, pp. 805-810.
- Cynthia Abrahams, 'Johanna Schouten-Elsenhout; Diepzinnige verzen van een autodidact' in literatuurgeschiedenis.nl, juli 2024